# Spojená federace planet
Spojená federace planet je společenství ve fiktivním vesmíru seriálu Star Trek. Součástí federace je více než 150 obydlených planet kvadrantu Alfa a Beta. K nejvýznamnějším členům patří Země, Vulkán, Bajor a Andoria. Hlavní město je Paříž na Zemi, kde sídlí prezident, sídlem velitelství Hvězdné flotily je pak San Francisco. Symbolem federace je modrý kruh s hvězdami symbolizující členské a zakládající světy, obklopené ratolestmi.

## Historie
Spojená federace planet vznikla roku 2161 jako výsledek romulanských válek mezi Spojenou Zemí a Romulanským impériem, v nichž zvítězila koalice budoucích zakladatelů federace pod vedením Země. Mezi zakládající světy federace patří Země, Vulkán, Andorie a Tellar. Země je hegemonem tohoto společenství, má téměř dominantní postavení. Hlavním zakladatelem je kapitán Jonathan Archer, velící důstojník Enterprise NX-01. V polovině 23. století zahrnovala federace již stovky světů a kolonií. Spojená federace planet se v 31. století velice zmenšila kvůli Vyhoření (Burn), což byla událost, při které došlo k explozi všech aktivních warp jader na vesmírných lodích. Federace se tak zredukovala z 350 členských států na 38. Z federace odešla jak Země, tak i Vulkán (později Ni'Var), Andoria a mnoho dalších světů. Ve 32. století se do federace znovu vrací jak Země, tak Ni'Var a dalších 19 bývalých členů. 

## Ekonomika
Jednotlivé členské světy využívají různé vlastní ekonomické modely. Základní jednotkou měny na celém území Spojené federace planet je Federační kredit, který se používá pro obchodní transakce uvnitř Federace i při obchodech se sousedními nečlenskými světy.
Základem průmyslové výroby jsou replikátory schopné přeměnou energie na hmotu vyrábět téměř jakékoliv zboží. Technologie jaderné fúze poskytuje členským světům Federace velké množství levné a čisté energie, díky které je průmyslová výroba i produkce potravin na vysoké úrovni.
Ekonomika na Zemi 24. století se od ekonomiky 20. století zásadně liší. Postupně se vyvinula do postkapitalistického stavu, kdy peníze pro chod společnosti už nejsou potřeba. To bylo možné nejen přirozeným vývojem ekonomického systému v čase, ale i technologickým rozvojem a dosažením vyšší společenské a kulturní vyspělosti lidské společnosti.

## Obrana
Hlavní složkou ozbrojených sil Federace je Hvězdná flotila. Existuje ještě z dob Spojené země, má množství lodí, včetně nejznámějších Enterprise, Voyager, Excelsior, Potemkin, Al-Batani a Yamato. Lodě jsou schopné pomocí warpového pohonu cestovat nadsvětelnou rychlostí. Již asi od konce 22. století má flotila ryze mírové poslání a jejím hlavním úkolem tak je bránit Federaci před možným útokem. V dobách míru podniká průzkumné mise do vzdálených koutů Galaxie.